# 24 ur Le Mansa 2006
24 ur Le Mansa 2006 je bila štiriinsedemdeseta vzdržljivostna dirka 24 ur Le Mansa. Potekala je 17. in 18. junija 2006.

## Rezultati

### Uvrščeni
NC = neuvrščeni - niso prevozili 70% razdalje zmagovalca, DNF = odstop, DNS = niso štartali
| Poz    | Razred | Št  | Moštvo                                                      | Dirkači                                                 | Šasija                           | Gume | Krogi |
| Poz    | Razred | Št  | Moštvo                                                      | Dirkači                                                 | Motor                            | Gume | Krogi |
| ------ | ------ | --- | ----------------------------------------------------------- | ------------------------------------------------------- | -------------------------------- | ---- | ----- |
| 1      | LMP1   | 8   | Audi Sport Team Joest                                       | Frank Biela Marco Werner Emanuele Pirro                 | Audi R10                         | M    | 380   |
| 1      | LMP1   | 8   | Audi Sport Team Joest                                       | Frank Biela Marco Werner Emanuele Pirro                 | Audi TDI 5.5L Turbo V12 (Diesel) | M    | 380   |
| 2      | LMP1   | 17  | Pescarolo Sport                                             | Sébastien Loeb Eric Hélary Franck Montagny              | Pescarolo C60 Hybrid             | M    | 376   |
| 2      | LMP1   | 17  | Pescarolo Sport                                             | Sébastien Loeb Eric Hélary Franck Montagny              | Judd GV5 S2 5.0L V10             | M    | 376   |
| 3      | LMP1   | 7   | Audi Sport Team Joest                                       | Rinaldo Capello Tom Kristensen Allan McNish             | Audi R10                         | M    | 367   |
| 3      | LMP1   | 7   | Audi Sport Team Joest                                       | Rinaldo Capello Tom Kristensen Allan McNish             | Audi TDI 5.5L Turbo V12 (Diesel) | M    | 367   |
| 4      | GT1    | 64  | Corvette Racing                                             | Oliver Gavin Olivier Beretta Jan Magnussen              | Chevrolet Corvette C6.R          | M    | 355   |
| 4      | GT1    | 64  | Corvette Racing                                             | Oliver Gavin Olivier Beretta Jan Magnussen              | Chevrolet 7.0L V8                | M    | 355   |
| 5      | LMP1   | 16  | Pescarolo Sport                                             | Emmanuel Collard Erik Comas Nicolas Minassian           | Pescarolo C60 Hybrid             | M    | 352   |
| 5      | LMP1   | 16  | Pescarolo Sport                                             | Emmanuel Collard Erik Comas Nicolas Minassian           | Judd GV5 S2 5.0L V10             | M    | 352   |
| 6      | GT1    | 007 | Aston Martin Racing                                         | Tomáš Enge Darren Turner Andrea Piccini                 | Aston Martin DBR9                | M    | 350   |
| 6      | GT1    | 007 | Aston Martin Racing                                         | Tomáš Enge Darren Turner Andrea Piccini                 | Aston Martin 6.0L V12            | M    | 350   |
| 7      | GT1    | 72  | Luc Alphand Aventures                                       | Luc Alphand Pierre Goueslard Jerôme Pelicand            | Chevrolet Corvette C5-R          | M    | 346   |
| 7      | GT1    | 72  | Luc Alphand Aventures                                       | Luc Alphand Pierre Goueslard Jerôme Pelicand            | Chevrolet 7.0L V8                | M    | 346   |
| 8      | LMP2   | 25  | Ray Mallock, Ltd. (RML)                                     | Mike Newton Thomas Erdos Andy Wallace                   | MG-Lola EX264                    | M    | 343   |
| 8      | LMP2   | 25  | Ray Mallock, Ltd. (RML)                                     | Mike Newton Thomas Erdos Andy Wallace                   | AER P07 2.0L Turbo I4            | M    | 343   |
| 9      | GT1    | 62  | Russian Age Racing Team Modena                              | Antonio Garcia David Brabham Nelson Piquet Jr.          | Aston Martin DBR9                | M    | 343   |
| 9      | GT1    | 62  | Russian Age Racing Team Modena                              | Antonio Garcia David Brabham Nelson Piquet Jr.          | Aston Martin 6.0L V12            | M    | 343   |
| 10     | GT1    | 009 | Aston Martin Racing                                         | Pedro Lamy Stéphane Sarrazin Stéphane Ortelli           | Aston Martin DBR9                | M    | 342   |
| 10     | GT1    | 009 | Aston Martin Racing                                         | Pedro Lamy Stéphane Sarrazin Stéphane Ortelli           | Aston Martin 6.0L V12            | M    | 342   |
| 11     | GT1    | 66  | ACEMCO Motorsports                                          | Johnny Mowlem Terry Borcheller Christian Fittipaldi     | Saleen S7R                       | M    | 337   |
| 11     | GT1    | 66  | ACEMCO Motorsports                                          | Johnny Mowlem Terry Borcheller Christian Fittipaldi     | Ford 7.0L V8                     | M    | 337   |
| 12     | GT1    | 63  | Corvette Racing                                             | Ron Fellows Johnny O'Connell Max Papis                  | Chevrolet Corvette C6.R          | M    | 327   |
| 12     | GT1    | 63  | Corvette Racing                                             | Ron Fellows Johnny O'Connell Max Papis                  | Chevrolet 7.0L V8                | M    | 327   |
| 13     | LMP2   | 24  | Binnie Motorsports                                          | William Binnie Yojiro Terada Allen Timpany              | Lola B05/42                      | M    | 326   |
| 13     | LMP2   | 24  | Binnie Motorsports                                          | William Binnie Yojiro Terada Allen Timpany              | Zytek ZG348 3.4L V8              | M    | 326   |
| 14     | LMP2   | 27  | Miracle Motorsports                                         | Andy Lally John Macaluso Ian James                      | Courage C65                      | K    | 324   |
| 14     | LMP2   | 27  | Miracle Motorsports                                         | Andy Lally John Macaluso Ian James                      | AER P07 2.0L Turbo I4            | K    | 324   |
| 15     | GT2    | 81  | Team LNT                                                    | Lawrence Tomlinson Tom Kimber-Smith Richard Dean        | Panoz Esperante GT-LM            | P    | 321   |
| 15     | GT2    | 81  | Team LNT                                                    | Lawrence Tomlinson Tom Kimber-Smith Richard Dean        | Ford (Elan) 5.0L V8              | P    | 321   |
| 16     | GT2    | 83  | Seikel Motorsport Farnbacher Racing                         | Lars-Erik Nielsen Pierre Ehret Dominik Farnbacher       | Porsche 911 GT3-RS               | Y    | 320   |
| 16     | GT2    | 83  | Seikel Motorsport Farnbacher Racing                         | Lars-Erik Nielsen Pierre Ehret Dominik Farnbacher       | Porsche 3.6L Flat-6              | Y    | 320   |
| 17     | GT2    | 87  | Scuderia Ecosse                                             | Andrew Kirkaldy Chris Niarchos Tim Mullen               | Ferrari F430GT                   | M    | 311   |
| 17     | GT2    | 87  | Scuderia Ecosse                                             | Andrew Kirkaldy Chris Niarchos Tim Mullen               | Ferrari 4.0L V8                  | M    | 311   |
| 18     | GT2    | 80  | Flying Lizard Motorsport                                    | Johannes van Overbeek Patrick Long Seth Neiman          | Porsche 911 GT3-RSR              | M    | 309   |
| 18     | GT2    | 80  | Flying Lizard Motorsport                                    | Johannes van Overbeek Patrick Long Seth Neiman          | Porsche 3.6L Flat-6              | M    | 309   |
| 19     | LMP2   | 33  | Intersport Racing                                           | Clint Field Liz Halliday Duncan Dayton                  | Lola B05/40                      | G    | 297   |
| 19     | LMP2   | 33  | Intersport Racing                                           | Clint Field Liz Halliday Duncan Dayton                  | AER P07 2.0L Turbo I4            | G    | 297   |
| 20     | LMP2   | 22  | Rollcentre Racing                                           | Martin Short João Barbosa Stuart Moseley                | Radical SR9                      | D    | 294   |
| 20     | LMP2   | 22  | Rollcentre Racing                                           | Martin Short João Barbosa Stuart Moseley                | Judd XV675 3.4L V8               | D    | 294   |
| 21     | LMP2   | 32  | Barazi-Epsilon                                              | Juan Barazi Michael Vergers Neil Cunningham             | Courage C65                      | M    | 294   |
| 21     | LMP2   | 32  | Barazi-Epsilon                                              | Juan Barazi Michael Vergers Neil Cunningham             | AER P07 2.0L Turbo I4            | M    | 294   |
| 22     | GT2    | 93  | Team Taisan Advan                                           | Kazuyuki Nishizawa Shinichi Yamaji Philip Collin        | Porsche 911 GT3-RS               | Y    | 291   |
| 22     | GT2    | 93  | Team Taisan Advan                                           | Kazuyuki Nishizawa Shinichi Yamaji Philip Collin        | Porsche 3.6L Flat-6              | Y    | 291   |
| 23 NC  | GT2    | 73  | Gordon Racing Team Ice Pol Racing Team                      | Yves-Emmanuel Lambert Christian Lefort Romain Ianetta   | Porsche 911 GT3-RSR              | D    | 282   |
| 23 NC  | GT2    | 73  | Gordon Racing Team Ice Pol Racing Team                      | Yves-Emmanuel Lambert Christian Lefort Romain Ianetta   | Porsche 3.8L Flat-6              | D    | 282   |
| 24 NC  | LMP1   | 2   | Zytek Engineering Team Essex Invest                         | John Nielsen Casper Elgaard Philip Andersen             | Zytek 06S Hybrid                 | M    | 269   |
| 24 NC  | LMP1   | 2   | Zytek Engineering Team Essex Invest                         | John Nielsen Casper Elgaard Philip Andersen             | Zytek ZB408 4.0L V8              | M    | 269   |
| 25 NC  | LMP1   | 19  | Chamberlain-Synergy Motorsport                              | Bob Berridge Gareth Evans Peter Owen                    | Lola B06/10                      | D    | 267   |
| 25 NC  | LMP1   | 19  | Chamberlain-Synergy Motorsport                              | Bob Berridge Gareth Evans Peter Owen                    | AER P32T 3.6L Turbo V8           | D    | 267   |
| 26 NC  | LMP2   | 20  | Pierre Bruneau                                              | Marc Rostan Simon Pullan Chris MacAllister              | Pilbeam MP93                     | M    | 244   |
| 26 NC  | LMP2   | 20  | Pierre Bruneau                                              | Marc Rostan Simon Pullan Chris MacAllister              | Judd XV675 3.4L V8               | M    | 244   |
| 27 NC  | GT1    | 53  | JLOC Isao Noritake                                          | Marco Apicella Koji Yamanishi Yasutaka Hinoi            | Lamborghini Murcielago R-GT      | P    | 283   |
| 27 NC  | GT1    | 53  | JLOC Isao Noritake                                          | Marco Apicella Koji Yamanishi Yasutaka Hinoi            | Lamborghini L535 6.0L V12        | P    | 283   |
| 28 DNF | GT2    | 89  | Sebah Automotive Ltd.                                       | Christian Ried Xavier Pompidou Thorkild Thyrring        | Porsche 911 GT3-RSR              | D    | 256   |
| 28 DNF | GT2    | 89  | Sebah Automotive Ltd.                                       | Christian Ried Xavier Pompidou Thorkild Thyrring        | Porsche 3.6L Flat-6              | D    | 256   |
| 29 DNF | LMP1   | 9   | Creation Autosportif Ltd.                                   | Felipe Ortiz Giuseppe Gabbiani Jamie Campbell-Walter    | Creation CA06/H                  | M    | 240   |
| 29 DNF | LMP1   | 9   | Creation Autosportif Ltd.                                   | Felipe Ortiz Giuseppe Gabbiani Jamie Campbell-Walter    | Judd GV5 S2 5.0L V10             | M    | 240   |
| 30 DNF | GT1    | 50  | Larbre Compétition                                          | Patrick Bornhauser Jean-Luc Blanchemain Gabriele Gardel | Ferrari 550-GTS Maranello        | M    | 222   |
| 30 DNF | GT1    | 50  | Larbre Compétition                                          | Patrick Bornhauser Jean-Luc Blanchemain Gabriele Gardel | Ferrari F133 5.9L V12            | M    | 222   |
| 31 DNF | GT2    | 76  | IMSA Performance Matmut                                     | Raymond Narac Luca Riccitelli Romain Dumas              | Porsche 911 GT3-RSR              | M    | 211   |
| 31 DNF | GT2    | 76  | IMSA Performance Matmut                                     | Raymond Narac Luca Riccitelli Romain Dumas              | Porsche 3.8L Flat-6              | M    | 211   |
| 32 DNF | GT2    | 86  | Spyker Squadron b.v.                                        | Jeroen Bleekemolen Mike Hezemans Jonny Kane             | Spyker C8 Spyder GT2-R           | M    | 202   |
| 32 DNF | GT2    | 86  | Spyker Squadron b.v.                                        | Jeroen Bleekemolen Mike Hezemans Jonny Kane             | Audi 3.8L V8                     | M    | 202   |
| 33 DNF | GT1    | 67  | Convers MenX Team                                           | Alexei Vasiliev Robert Pergl Peter Kox                  | Ferrari 550-GTS Maranello        | M    | 196   |
| 33 DNF | GT1    | 67  | Convers MenX Team                                           | Alexei Vasiliev Robert Pergl Peter Kox                  | Ferrari F133 5.9L V12            | M    | 196   |
| 34 DNF | GT2    | 91  | T2M Motorsport                                              | Yutaka Yamagishi Jean-Rene de Fournoux Miro Konopka     | Porsche 911 GT3-RS               | D    | 196   |
| 34 DNF | GT2    | 91  | T2M Motorsport                                              | Yutaka Yamagishi Jean-Rene de Fournoux Miro Konopka     | Porsche 3.6L Flat-6              | D    | 196   |
| 35 DNF | LMP2   | 39  | Chamberlain-Synergy Motorsport ASM Team Racing for Portugal | Miguel Amaral Warren Hughes Miguel Angel de Castro      | Lola B05/40                      | D    | 196   |
| 35 DNF | LMP2   | 39  | Chamberlain-Synergy Motorsport ASM Team Racing for Portugal | Miguel Amaral Warren Hughes Miguel Angel de Castro      | AER P07 2.0L Turbo I4            | D    | 196   |
| 36 DNF | LMP1   | 6   | Lister Storm Racing                                         | Gavin Pickering Nicolas Kiesa Jens Moller               | Lister Storm LMP Hybrid          | D    | 192   |
| 36 DNF | LMP1   | 6   | Lister Storm Racing                                         | Gavin Pickering Nicolas Kiesa Jens Moller               | Chevrolet 6.0L V8                | D    | 192   |
| 37 DNF | LMP1   | 14  | Racing for Holland                                          | Jan Lammers Alex Yoong Stefan Johansson                 | Dome S101Hb                      | D    | 182   |
| 37 DNF | LMP1   | 14  | Racing for Holland                                          | Jan Lammers Alex Yoong Stefan Johansson                 | Judd GV5 5.0L V10                | D    | 182   |
| 38 DNF | LMP1   | 12  | Courage Compétition                                         | Sam Hancock Alexander Frei Gregor Fisken                | Courage LC70                     | Y    | 171   |
| 38 DNF | LMP1   | 12  | Courage Compétition                                         | Sam Hancock Alexander Frei Gregor Fisken                | Mugen MF458S 4.5L V8             | Y    | 171   |
| 39 DNF | GT2    | 90  | White Lightning Racing Krohn Racing                         | Jörg Bergmeister Nic Jönsson Tracy Krohn                | Porsche 911 GT3-RSR              | M    | 148   |
| 39 DNF | GT2    | 90  | White Lightning Racing Krohn Racing                         | Jörg Bergmeister Nic Jönsson Tracy Krohn                | Porsche 3.6L Flat-6              | M    | 148   |
| 40 DNF | LMP2   | 30  | Gerard Welter                                               | Patrice Roussel Frederic Hauchard Julien Briché         | WR LMP04                         | P    | 134   |
| 40 DNF | LMP2   | 30  | Gerard Welter                                               | Patrice Roussel Frederic Hauchard Julien Briché         | Peugeot 2.0L Turbo I4            | P    | 134   |
| 41 DNF | LMP1   | 5   | Swiss Spirit                                                | Harold Primat Marcel Fässler Philipp Peter              | Courage LC70                     | M    | 132   |
| 41 DNF | LMP1   | 5   | Swiss Spirit                                                | Harold Primat Marcel Fässler Philipp Peter              | Judd GV5 S2 5.0L V10             | M    | 132   |
| 42 DNF | GT1    | 61  | Russian Age Racing                                          | Tim Sugden Nigel Smith Christian Vann                   | Ferrari 550-GTS Maranello        | M    | 124   |
| 42 DNF | GT1    | 61  | Russian Age Racing                                          | Tim Sugden Nigel Smith Christian Vann                   | Ferrari F133 5.9L V12            | M    | 124   |
| 43 DNF | GT2    | 98  | Noël del Bello Racing                                       | Adam Sharpe Patrick Bourdais Tom Cloet                  | Porsche 911 GT3-RSR              | M    | 115   |
| 43 DNF | GT2    | 98  | Noël del Bello Racing                                       | Adam Sharpe Patrick Bourdais Tom Cloet                  | Porsche 3.6L Flat-6              | M    | 115   |
| 44 DNF | LMP2   | 36  | Paul Belmondo Racing                                        | Claude-Yves Gosselin Karim A. Ojjeh Pierre Rogues       | Courage C65                      | M    | 84    |
| 44 DNF | LMP2   | 36  | Paul Belmondo Racing                                        | Claude-Yves Gosselin Karim A. Ojjeh Pierre Rogues       | Ford (Mecachrome) 3.4L V8        | M    | 84    |
| 45 DNF | LMP2   | 37  | Paul Belmondo Racing                                        | Patrice Roussel Didier André Yann Clairay               | Courage C65                      | M    | 48    |
| 45 DNF | LMP2   | 37  | Paul Belmondo Racing                                        | Patrice Roussel Didier André Yann Clairay               | Ford (Mecachrome) 3.4L V8        | M    | 48    |
| 46 DNF | LMP2   | 35  | G-Force Racing                                              | Franck Hahn Jean-Francois Leroch Ed Morris              | Courage C65                      | D    | 47    |
| 46 DNF | LMP2   | 35  | G-Force Racing                                              | Franck Hahn Jean-Francois Leroch Ed Morris              | Judd XV675 3.4L V8               | D    | 47    |
| 47 DNF | GT2    | 85  | Spyker Squadron b.v.                                        | Donny Crevels Peter Dumbreck Tom Coronel                | Spyker C8 Spyder GT2-R           | M    | 40    |
| 47 DNF | GT2    | 85  | Spyker Squadron b.v.                                        | Donny Crevels Peter Dumbreck Tom Coronel                | Audi 3.8L V8                     | M    | 40    |
| 48 DNF | LMP1   | 13  | Courage Compétition                                         | Shinji Nakano Jean-Marc Gounon Haruki Kurosawa          | Courage LC70                     | Y    | 35    |
| 48 DNF | LMP1   | 13  | Courage Compétition                                         | Shinji Nakano Jean-Marc Gounon Haruki Kurosawa          | Mugen MF458S 4.5L V8             | Y    | 35    |
| 49 DNF | GT2    | 77  | Multimatic Motorsport Team Panoz                            | Gunnar Jeannette Scott Maxwell Tom Milner               | Panoz Esperante GT-LM            | P    | 34    |
| 49 DNF | GT2    | 77  | Multimatic Motorsport Team Panoz                            | Gunnar Jeannette Scott Maxwell Tom Milner               | Ford (Elan) 5.0L V8              | P    | 34    |
| 50 DNF | GT1    | 69  | BMS Scuderia Italia                                         | Fabrizio Gollin Fabio Babini Christian Pescatori        | Aston Martin DBR9                | P    | 3     |
| 50 DNF | GT1    | 69  | BMS Scuderia Italia                                         | Fabrizio Gollin Fabio Babini Christian Pescatori        | Aston Martin 6.0L V12            | P    | 3     |

### Statistika
- Najboljši štartni položaj - #7 Audi Sport Team Joest - 3:30.466
- Najhitrejši krog - #7 Audi Sport Team Joest - 3:31.211
- Razdalja - 5187.0km
- Povprečna hitrost - 215.409km/h